# Allium tenuissimum
Allium tenuissimum — вид рослин з родини амарилісових (Amaryllidaceae); поширений у Сибіру, Монголії, Казахстані, Китаї.

## Опис
Цибулини скупчені, субциліндричні; зовнішні оболонки сірувато-фіолетові від або сірувато-коричневого до чорнувато-коричневого забарвлення. Стеблина 10–35(50) см заввишки, кругла в перерізі, тонкокутна, гладка, листові піхви на 1/4 довжини. Листки коротші від стеблини, 0.5–1(2) мм завширшки, гладкі, рідко шершаві, вздовж ребер та на краю. Зонтик нещільний. Квітконіжки приблизно рівні, в 1.5–3 рази довші від оцвітини, гладкі, рідко шершаві вздовж кутів. Оцвітина біла або рожево-біла, рідше пурпурно-червона; зовнішні листочки оцвітини від яйцювато-довгастих до широких,  2.8–4 × 1.5–2 мм, верхівки тупі; внутрішні зворотнояйцювато-довгасті, 3–4.2 × 1.8–2.7 мм, верхівки від укорочених до укорочено-тупих. 2n=16.
Період цвітіння й плодоношення: липень — вересень.

## Поширення
Поширений у Сибіру, Монголії, Казахстані, Китаї.
Населяє схили, пасовища, піщані місця; біля рівня моря до 2000 м.